# Městské divadlo Jaroměř
Městské divadlo Jaroměř (Městské kulturní středisko Jaroměř) je budova, která byla postavena v letech 1901–1903 jako víceúčelový Sokolský dům pro tělocvičné a kulturní aktivity místní veřejnosti (neboli Fügnerova sokolovna).
Stojí na náměstí Dukelských hrdinů čp. 240 na Pražském předměstí v Jaroměři. Secesní budova s víceúčelovým sálem byla postavena podle projektu architekta Josefa Podhájského na počátku 20. století tehdy na okraji území tzv. „Ostrova“, na okraji Masarykových sadů. Stavebníkem byl spolek Sokol.
Během přestavby mezi lety 1956–1959 byl objekt přestavěn pro divadelní účely podle projektu Jaroslava Fišera.V roce 1991 byla budova v rámci restitucí navrácena Sokolu Jaroměř. Zchátralý a po povodních v roce 2000 značně poškozený objekt odkoupilo město. Mezi lety 2002 a 2003 proběhla rozsáhlá rekonstrukce podle plánů architekta Jaromíra Pizingera.
Budova divadla je kulturní památkou České republiky a nachází se v městské památkové zóně.

## Historie

### Historie divadelnictví v Jaroměři
První záznam o českém ochotnickém divadle v Jaroměři pochází z roku 1819. Na Chlumském vrchu bylo sehráno představení „Loupežníci“. V roce 1831 se hrálo divadlo v hostinci U beránka a během čtyřicátých let 19. století nepravidelně i v hostincích U lva nebo U anděla. Po založení spolku „Ochotnické divadlo“ (1861) narůstala činnost jaroměřických ochotníků. První představení spolku „Duch Času“ Ernsta Raupacha se uskutečnilo 28. září 1861 v hostinci U bílé labutě na jaroměřickém náměstí. V hostinci byl sál s jevištěm a orchestřištěm a spolek jej používal do roku 1893. V roce 1889 se divadelní ochotníci přejmenovali na „Spolek divadelních ochotníků Vrchlického“. Mezi lety 1893–1901 svoje představení uváděli v „Grandhotelu“. V dubnu roku 1902 vznikl dramatický odbor Sokola, do kterého přešli také herci ze „spolku Vrchlický“.

### Cesta k nové budově
Spolek Sokol byl ve městě založen 17. listopadu 1862. Během roku 1884 byl zřízen fond na stavbu tělocvičny, ale až počátkem devadesátých let 19. století začali členové spolku uvažovat o stavbě spolkového centra. Časem se záměr rozšířil o kulturní funkce. V druhé polovině 90. let 20. století byla z členů Sokola zvolena komise, jejímž úkolem byla příprava realizace nového objektu. Klíčové bylo získat dostatek financí, což obstarávali výběrem darů z pokladniček v hostincích či pořádáním slavností. Obec výrazně pomohla tím, když vV roce 1898 obec Jaroměř věnovala spolku staveniště a peněžní dar 4 000 zlatých k tomu. Dalších 4 000 zlatých vynesly veřejné úpisy. Sokolský výbor téhož roku vypsal soutěž na stavební plány nové budovy, ale porota si z dvaceti návrhů nevybrala. První cenu získal architekt Edmund Chaura z Brna s heslem Kupředu!, druhou architekti Emil Weichert a Bedřich Bendelmayer s heslem Vpřed i v umění, třetí cenu Václav Vejrych společně s Vojtěchem Pirklem s heslem Národ na stráži a čtvrtou cenu E. Roháček s heslem Sobě a vlasti. Čestná uznání byla přiřknuta architektům Bohumilu a Václavu Libánským, Jindřichu Alexandrovi a Karlu Beranovi.
Klíčovým mezníkem byla situace, když vznikla příležitost přikoupit k původní parcele ještě zahradu, která mohla znatelně rozšířit staveniště. Výbor tuto koupi schválil v květnu 1899. Plány začaly pozitivně rezonovat u místní veřejnosti. Když byla vyjednávána půjčka u zdejší Občanské záložny, ta přišla s velkorysou nabídkou. Výměnou za dar ve výši 10 000 zlatých by se sokolové zavázali, že sál bude sloužit nejen jako tělocvična, ale bude také vybaven pro divadlo a že jej Sokolové bude za přiměřenou cenu poskytovat veřejnosti. Sokolové vše schválili na valné hromadě dne 24. července 1899. Sál byl díky tomu zamýšlen jako víceúčelový i pro divadlo, koncerty, slavnosti, schůze či manifestace.
Vedle toho mělo vzniknout kuratorium, které by vedlo a dohlíželo na celou stavbu. To bylo na valné hromadě také schváleno. Dne 31. října 1899 se tak ustanovilo pětičlenné kuratorium se dvěma zástupci Občanské záložny, dvěma zástupci místního Sokola a jednoho z města. Oslovilo místní stavitele Jana Čermáka a Františka Hellmana, aby vytvořili nový návrh budovy. Návrh Jana Čermáka byl kuratoriu předložen 7. března 1900. Stavební náklady byly stanoveny na 41–46 tisíc zlatých. Členové kuratoria je schválili a požádali stavitele, aby vypracoval detailní plány a rozpočet budovy do konce dubna.
Stavitel ovšem nedodržel termín. Ještě na konci roku nebyly k dispozici žádné plány. Proto se kuratorium obrátilo na druhého stavitele Hellmana. Poté, co členové kuratoria schválili jeho náčrty, si u něj objednali vyhotovení podrobných plánů stavby. Poskytl je v dubnu 1901 včetně rozpočtu, který však vysoce překročil dříve stanovenou sumu 43 tisíc zlatých o 9 tisíc zlatých.
Krátce na to nakonec dodal plány i druhý stavitel Čermák, pro nějž architektonické řešení budovy vypracoval architekt a stavitel Josef Podhajský. Jeho rozpočet se ale vyšplhal na částku ještě výrazně vyšší: 72 tisíc zlatých. Členové kuratoria nicméně vnímali navržený styl řešení a využití prostor jako velmi vhodné. Proto se snažili vyjednat snížení stavebních nákladů u tohoto projektu a nakonec jej přijali s výrazně sníženým rozpočtem takřka 45 000 zlatých. U Podhajského byly objednány detailní plány a rozpočet, které měly být dodány do 5. respektive 15. srpna. Skutečně se tak stalo. Následně byla vypsána veřejná soutěž na dodávku stavebních prací a stavební práce začaly. Celkové náklady na stavbu i s veškerým vybavením se nakonec vyšplhaly na přibližně 110 000 korun (zhruba 55 000 zlatých). Kromě toho někteří soukromníci poskytli zdarma stavební materiál.  

### Výstavba a otevření

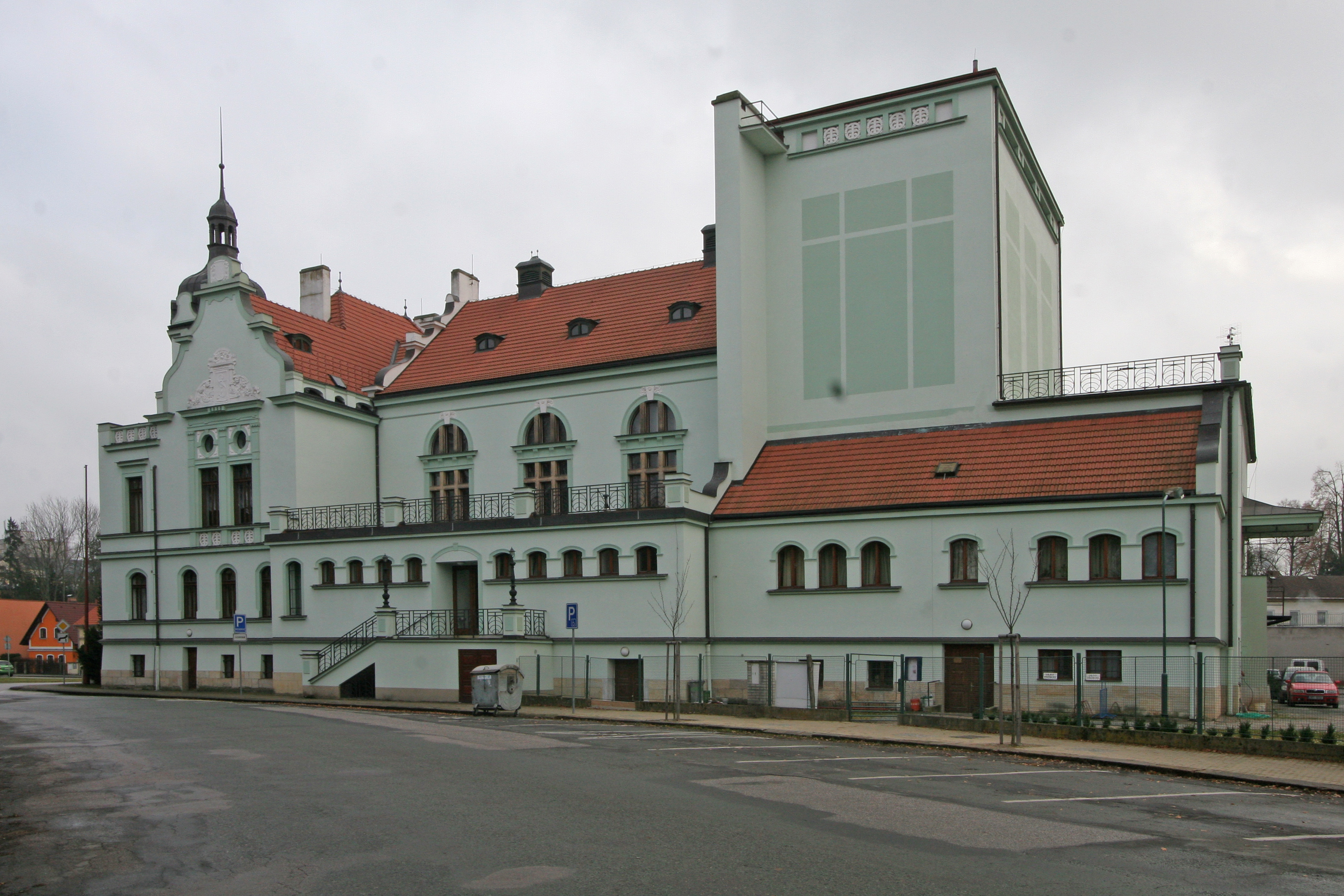
Boční pohled z Albieriho ulice od severozápadu (2012)

Základní kámen divadla byl položen 15. července 1900. Stavební práce byly zahájeny na podzim roku 1901 pod vedením stavitele Čermáka. Projekt na víceúčelový Sokolský dům vypracoval architekt Josef Podhájský. Již 14. prosince 1902 bylo v nedokončené budově odehráno divadelní drama Jaroslava Vrchlického „Exulanti“. Stavba byla dokončena a budova oficiálně otevřena 1. srpna 1903 uvedením hry Paní mincmistrová od Ladislava Stroupežnického.

### První desetiletí provozu
Během let 1904 až 1905 byly provedeny menší úpravy. Během první světové války byl objekt používán jako lazaret. Budova sokolského domu dlouhodobě disponovala jediným velkým sálem ve městě, a proto se stala centrem společenského života. Pro svou činnost zde našly zázemí ochotnické spolky a sál byl dlouhodobě obsazen pro kulturní aktivity – divadla a jeho zkoušky, pro koncerty, kino, přednášky či besedy. Činnostem Sokola to však přinášelo omezení, a tak bylo rozhodnuto o stavbě nové sokolovny. Po dokončení stavby Tyršovy sokolovny v roce 1926 byla v budově ukončena tělocvičná činnost a provoz byl věnován ryze kulturním aktivitám. V průběhu druhé světové války zde bylo kino Viktoria.

### Po druhé světové válce

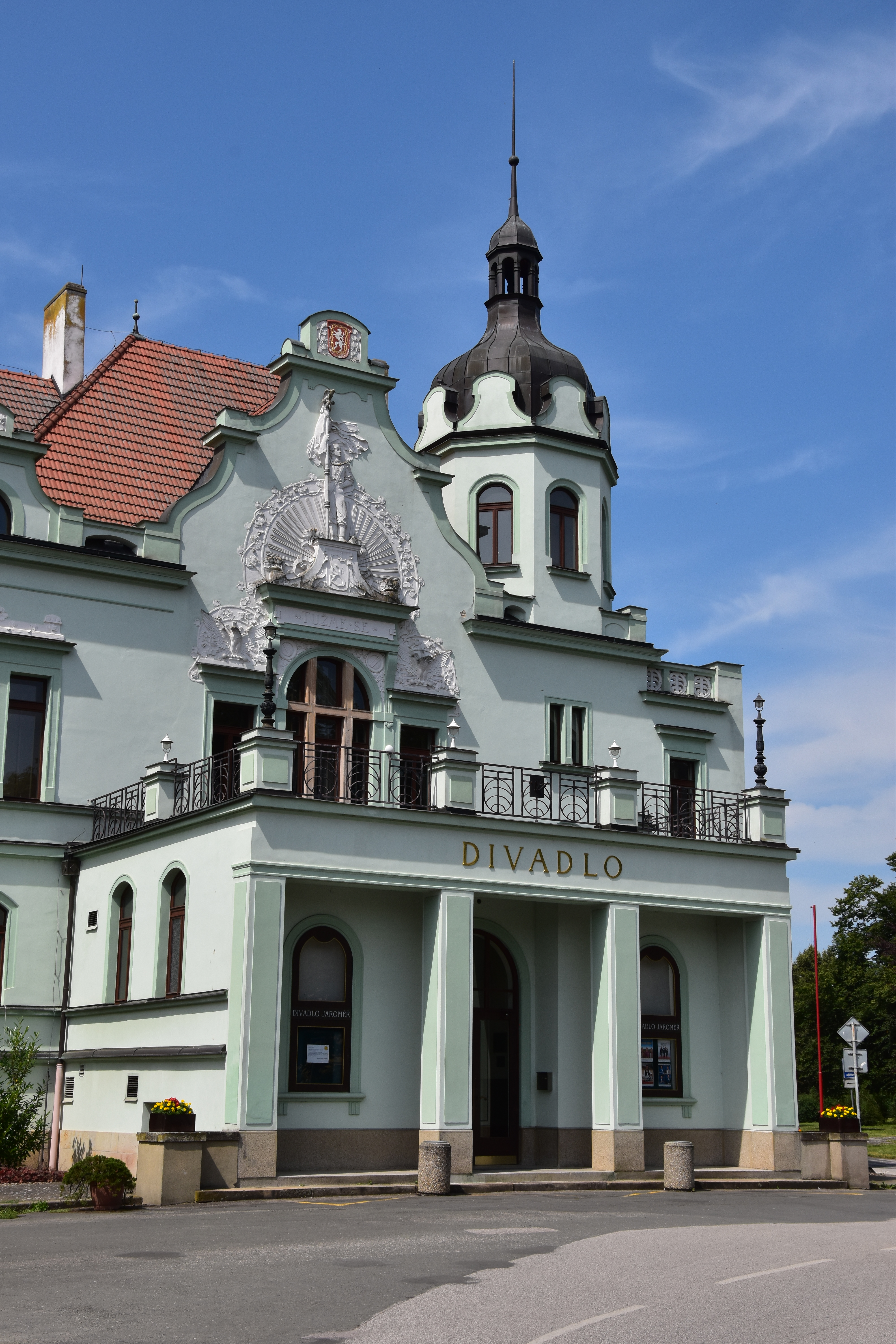
Divadlo v roce 2024

Po druhé světové válce byl divadelní odbor Sokola připojen k „Závodního klubu Mír, Juta národní podnik“. Ten byl v roce 1985 přejmenován na „Sdružený klub pracujících Jaroměř“. Po přistavění skladu kulis (1954–1955) proběhla rekonstrukce celého objektu mezi lety 1956–1959. Architekt Jaroslav Fišer navrhl projekt tak, aby objekt plně vyhovoval pořádání divadelních představení. Vstupní vestibul byl značně rozšířen do šířky i do hloubky. Znovuotevření na konci roku 1959 proběhlo ve formě uvedení divadelní hry Lucerna Aloise Jiráska. Později byl divadelní soubor začleněn do Závodního klubu Mír, přejmenovaného v roce 1985 na Sdružený klub pracujících Jaroměř. S místními ochotníky zde hrál Oldřich Nový, Zdeněk Štěpánek, Luděk Munzar či Naďa Urbánková.
V roce 1991 byla budova v rámci restitucí navrácena Sokolu Jaroměř. V roce 2000 objekt, značně poškozený povodní, odkoupilo město. Záhy byla provedena rekonstrukce suterénu. Mezi lety 2002 a 2003 proběhla další rozsáhlá rekonstrukce interiérů podle plánů architekta Jaromíra Pizingera. Při slavnostním otevření po rekonstrukci zpívala jeho tehdejší žena Bára Basiková. Rekonstrukce fasády byla zahájena v létě 2005. I přes rozsáhlou rekonstrukci si divadlo ponechalo svůj původní starobylý ráz. Právě pro něj a jedinečnou akustiku je sál divadla oblíbený nejen mezi umělci a diváky, ale také mezi televiznímu režiséry či vydavateli hudebních nahrávek.
V roce 2020 byly opraveny arkýře na budově divadla. V roce 2021 proběhla oprava oken.
V roce 2023 proběhly oslavy 120. výročí otevření budovy opětovným uvedením hry Ladislava Stroupežnického Paní Mincmistrová, tentokrát v režii Evy Urbancové. Představění předcházely komentované prohlídky budovy, v rámci nichž bylo možné vidět osobní dopis Jaroslava Vrchlického či sako po Josefu Bekovi.
Divadlo spravuje Městské kulturní středisko Jaroměř. V budově mají zázemí ochotnický spolek Vrchlický Jaroměř, smíšený pěvecký sbor Jaromír i fotoklub.

## Stavba
Jednopatrová secesní budova je dvoupodlažní. Skládá se ze vstupního křídla, které bylo rozšířeno přístavbou s hlavním vchodem a balkónem. Pokračuje střední částí se sálem, na který navazuje převýšené jeviště. Exteriér má secesní charakter a je doplněn historizujícími prvky.
V zádveří se nachází schodiště, které vede do vestibulu s ochozem, ze kterého vedly centrální dveře přímo do sálu. Vestibul procházející dvě patra je lemován galerií po třech stranách a po jedné schodištěm k ní. V pravém koutě stála pokladna. Vchody v přízemí vestibulu vedly na jedné straně do šaten a schodiště ve věži a na straně druhé do malého sálu.

### Přestavba 1956–1959
V rámci přestavby v letech 1956–1959 byl vstupní vestibul rozšířen a zvětšen. Ke hmotě sálu byla přistavěna přízemní budova (přístavba) s příslušenstvím, do které byly zbudovány z obou stran chodby s bočními vchody do sálu. Z vestibulu lze tak projít chodbami přístavby k postranním dveřím do sálu. Z galerie se vychází na zadní balkon. Jeviště bylo rozšířeno přístavbou po celém vnějším obvodu. Zvýšeno bylo také provaziště.

#### Interiér
V přízemí je sál obložen dřevem. Původní secesní charakter patra doplňují tapiserie. V místě původních přízemních oken jsou dvojité dveře do sálu s kruhovými okénky. V patře nad nimi jsou okna zapuštěna do rámu s půloválnými výklenky a černou záclonou. Připomínají lóže se zataženými závěsy. Přestavbou střední části zadní galerie vznikl stupňovitý balkón a galerie se rozšířila. Divadlo získalo také osvětlovací kabinu.

### Popis
Hlavní průčelí objektu je členěno nesymetricky čtyřmi osami. V první ose v přízemí je segmentově zaklenuté okno se šambránou. V druhé ose hlavního průčelí je předsazen trojosý pilířový portikus, který má na překladu nápis „Divadlo“. V patře na portikus navazuje balkon s kovovým zábradlím a sloupky. Obdélná okna prvního patro zdobí římsa se štukovým maskaronem. V levé části nad korunní římsou je ve střeše umístěn vikýř se štítem.
Ve středovém rizalitu je půlkruhově zaklenut vchod na terasu. Rizalit se štukovými suprafenestrami zdobí ve vrcholu štukový reliéf postavy sokola s praporem. Napravo nad korunní římsou vystupuje osmiboká věž s kopulovitou střechou, která je zakončena lucernou. Štít je konvexně-konkávně vystupňovaný. Na atice je segmentový nástavec se znakem českého lva. Za štítem je vidět střední vstupní část objektu, kterou pokrývá dlátková střecha. Ve čtvrté ose průčelí je okno zakončeno rovnou římsou a nad ní se nachází slepá atika.
Boční fasády vstupního křídla mají podobné štíty jako hlavní průčelí. Při bočním pohledu ze severozápadu (Albieriho ulice) jsou vidět přízemní okna zaklenutá segmentově. V prvním patře okno zdobí pilastry. Nad dalšími dvěma obdélnými okny jsou kruhová okna s klenáky a rovná římsa s reliéfem z květů a listů a nápisem „Sokol“ uprostřed. Vstupní křídlo je segmentově zakončeno a pokračuje sálem. Tři velká okna sálu se středními pilíři jsou nad římsou segmentově zaklenuta klenákem.
K bočnímu vchodu vede boční schodiště se zábradlím a dvěma litinovými svícny. V boční přístavbě je deset menších segmentově zaklenutých oken. Patro nad přístavbou je tvořeno balkonem se zábradlím. V zadní části boku nad střechou vystupuje provaziště a zadní balkon.
Celková kapacita velkého sálu je 399 sedadel. Nad oponou nad černým sametem jsou vedle českého, moravského a slezského znaku slova Srdcem k vlasti.

## Zajímavosti
Divadlo je vyobrazeno na obrazu od Aloise Novosada z roku 1974.

## Galerie

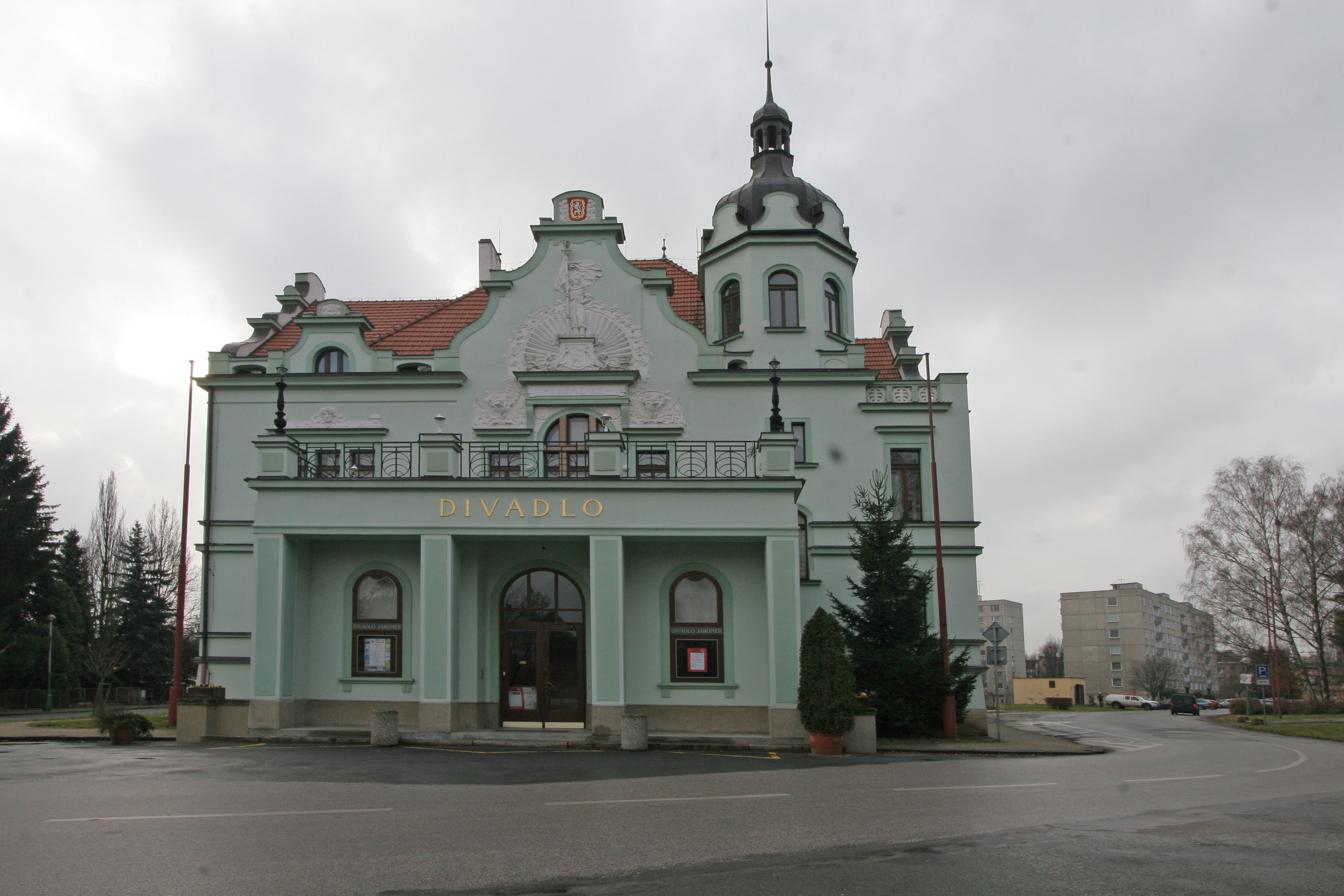
Hlavní průčelí divadla, 2012
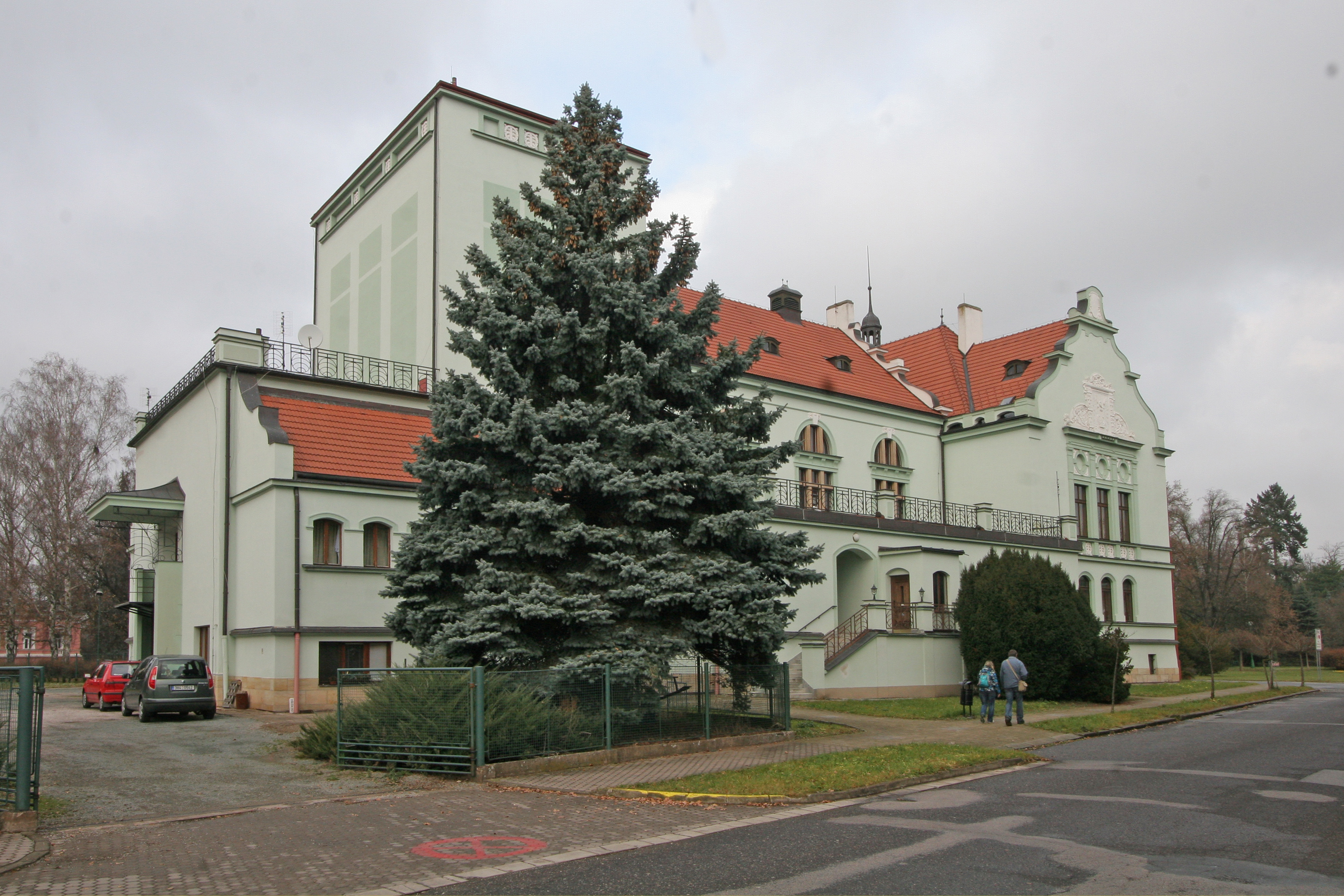
Boční pohled na stavbu z jihovýchodu (ulice Karla Lánského), 2012
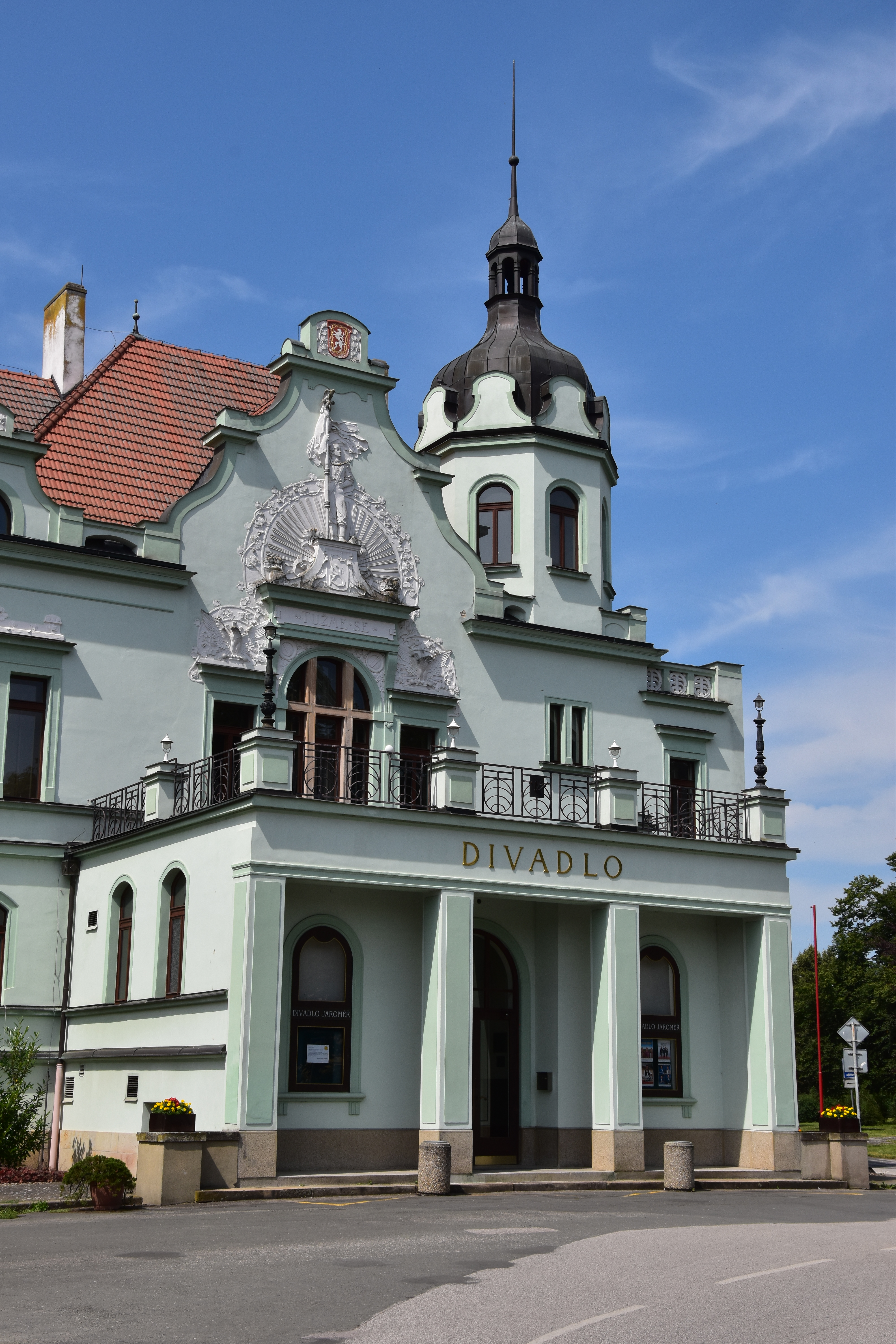
Detail – hlavní průčelí divadla, 2024
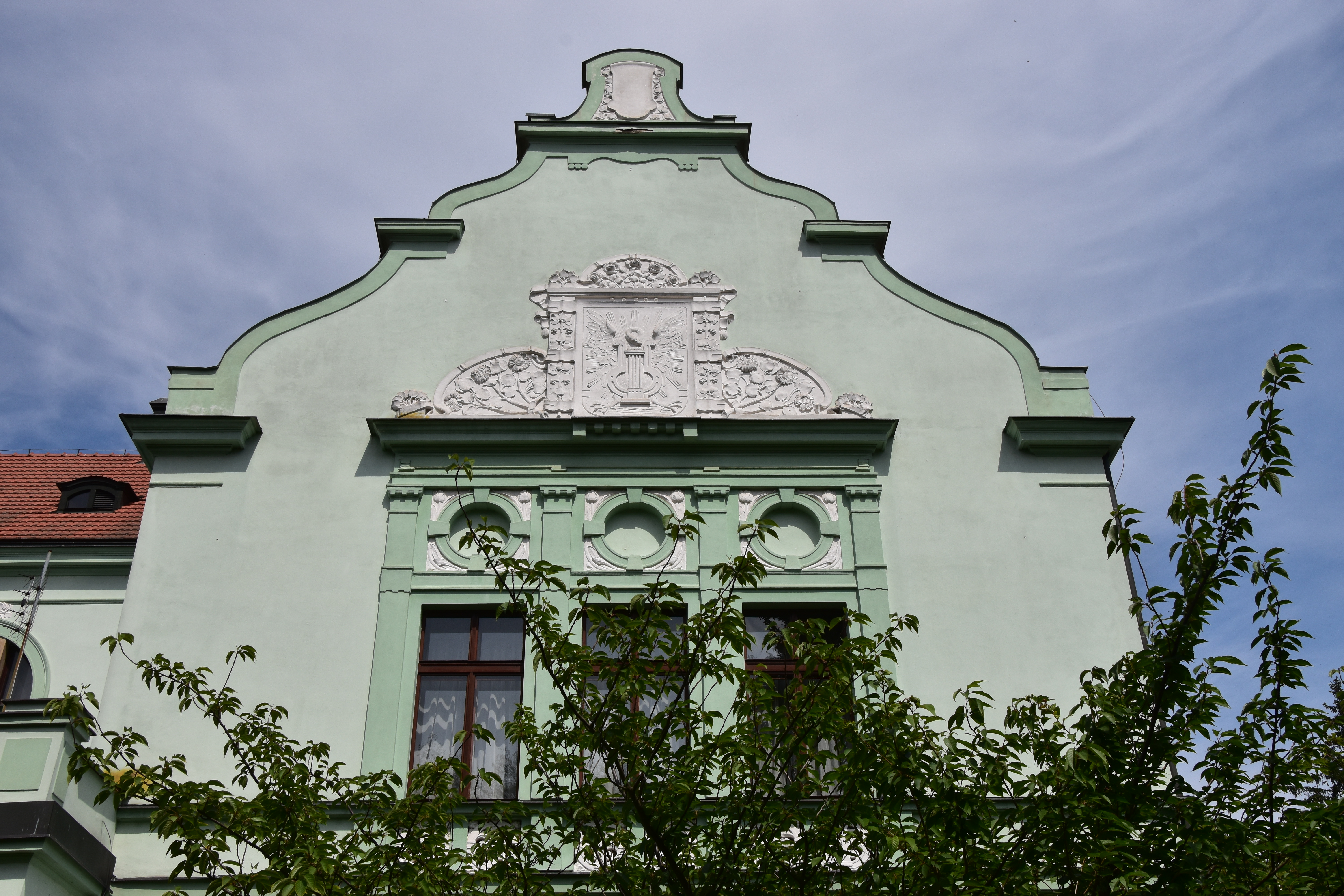
Detail – jižní štít budovy, 2024